# Ocyptamus beatricea
Ocyptamus beatricea är en tvåvingeart som först beskrevs av Hull 1942.  Ocyptamus beatricea ingår i släktet Ocyptamus och familjen blomflugor. Inga underarter finns listade i Catalogue of Life.